# Garpenbergs gammelgård
Garpenbergs gammelgård är en hembygdsgård i Garpenberg, invigd 1930. För driften svarar Garpenbergs hembygdsförening, bildad 1925. På gården finns byggnader och många föremål hämtade från bygden. På gården finns även föreningens lokalhistoriska arkiv.

## Byggnader[3]
- Parstuga, Dalkarlsstugan, flyttad från Dalkarlsgården i Ljusfallet 1927. Troligen 1700-tal.
- Ängslada, flyttad från Högtjärn, Källmossen, 1928. Troligen 1700-tal. Av rundtimmer i knuttimringsteknik. Gårdens äldsta byggnad, uppförd av finska bosättare.
- Ladugård, "Fjös", med årtalet 1810 inskuret. Flyttad från Högtjärn, Källmossen, 1928.
- Dass, flyttat från Finn Jans-gården i Nygården 1929.
- Loftbod/svalbod, flyttad från Nygården i Ryllshyttan 1929. Troligen 1700-tal. Med vällingklocka från Dormsjö bruk.
- Stolphärbre, flyttad från Nergårds i Sövringsbo 1928.
- Bastu, gamla bastun, flyttad från Matsesgården i Jelken 1931.
- Bastu, nya bastun, flyttad från Nöden 1973.
- Båtskjul, nyuppfört 1975. I skjulet finns 2 båtar, 1 ekstock och 1 flatbottnad båt. Dessa påträffades vid sänkningen av Gruvsjön på 1940-talet.
- Gruvstuga, byggd 1854 i Hälsingbo, sen flyttad till Gångstigsgruvan 1881. Till hembygdsgården 1981.[4]
- Smedja, flyttad från Simasgården i Kaspersbo 1985.[4]

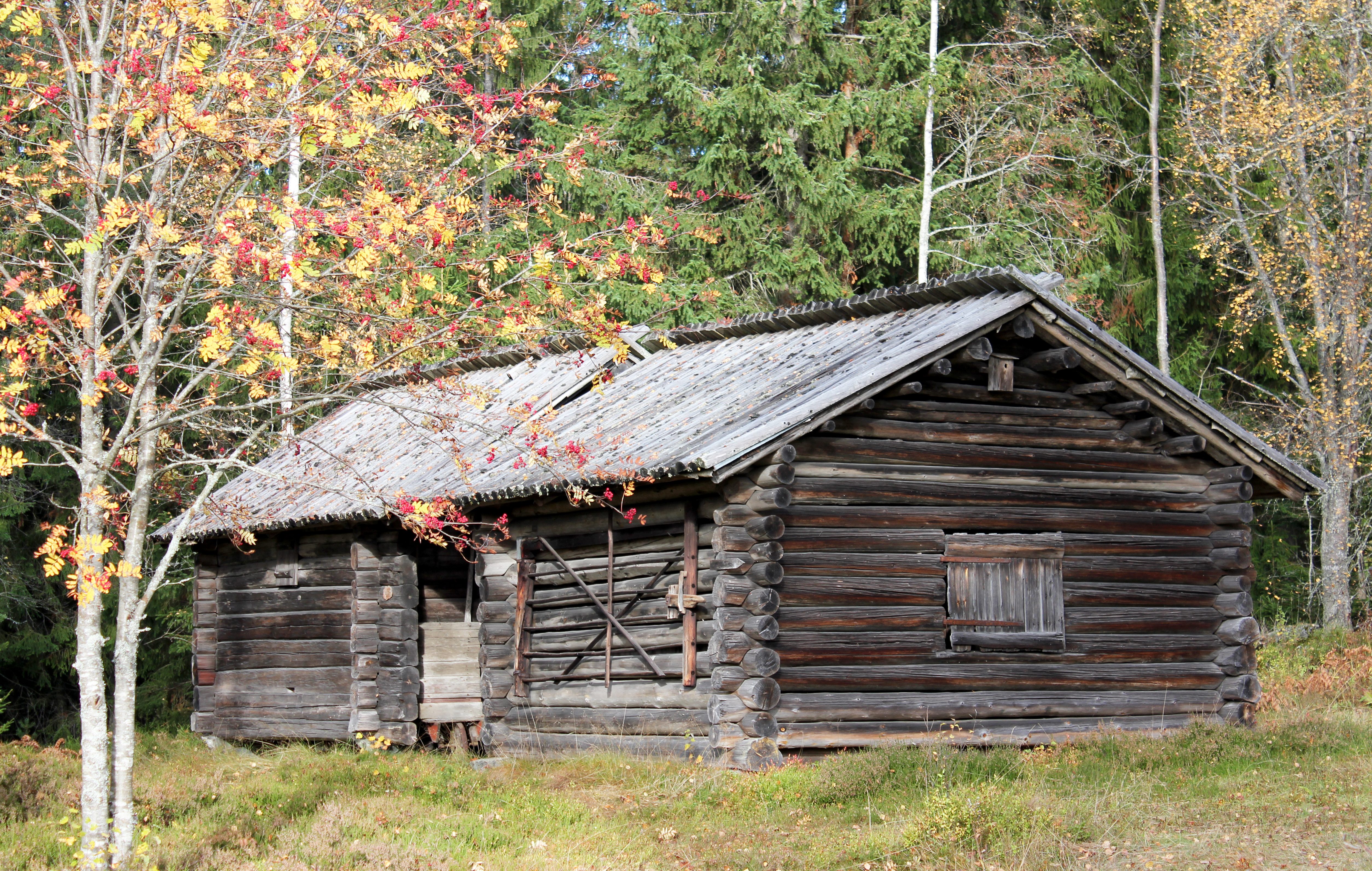
Gammal lada och fjös från Högtjärn.

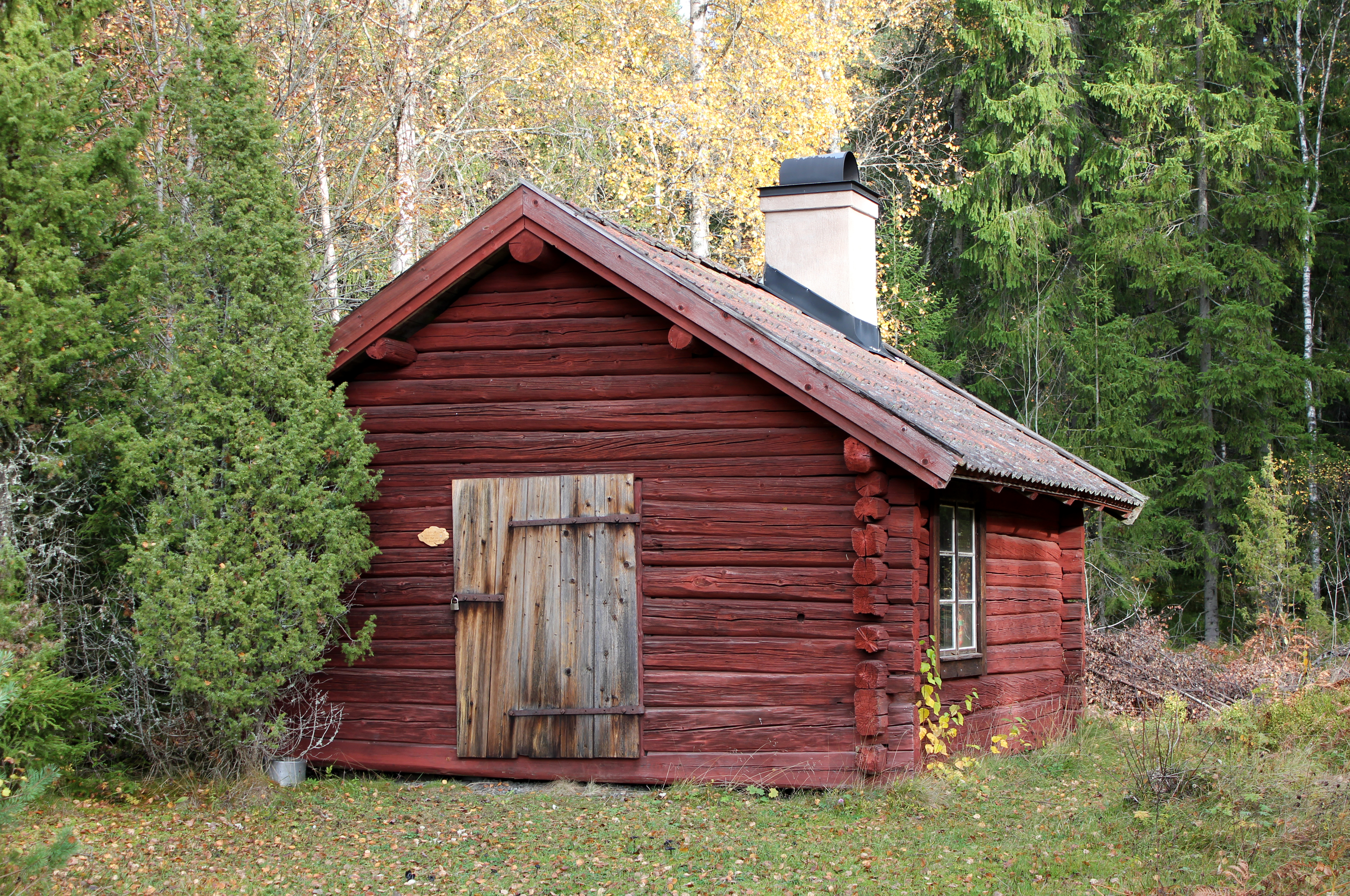
Smedja från Kaspersbo.

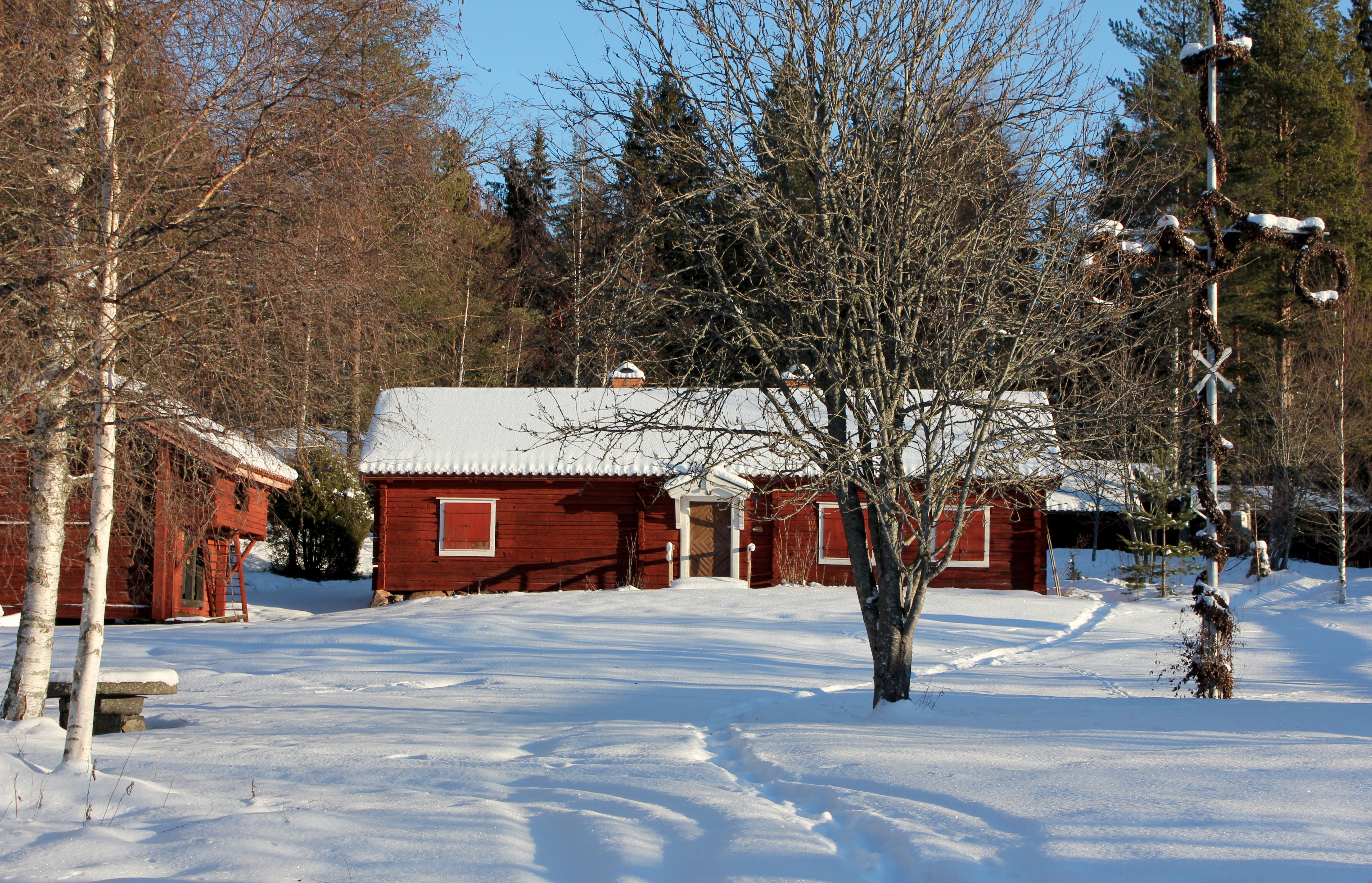
Parstugan i vinterskrud.